# 雨森焚火
雨森焚火（日语：／）是日本輕小說作家。

## 概要
雨森焚火出生於愛知縣豐橋市，並在當地生活至高中畢業。國中時期，雨森焚火在朋友的推薦下開始接觸輕小說，並與朋友分享作品感想。高中時期開始嘗試創作小說，大學時期則加入了文藝部。雨森焚火在大學期間曾參加兩次新人獎比賽，但都止步於第一輪選拔，因此他一度認為自己沒有才能，而選擇放棄。隨後決定重新追尋曾經的夢想，再次開始創作。
在2020年第15屆小學館輕小說大賞中，以《難道我是最終話中在女主角旁突然出現的路人角色嗎？》（俺はひょっとして、最終話で負けヒロインの横にいるポッと出のモブキャラなのだろうか）榮獲GAGAGA獎，並於2021年7月以同作改名後的輕小說《敗北女角太多了！》正式出道。

## 作品
- 《敗北女角太多了！》（插畫：伊右群，GAGAGA文庫〈小學館〉，已出版9卷）[6]

## 來源
1. ↑  . 三洋堂書店. 2021-07-13  [2024-11-26]. （原始内容存档于2024-12-01） （日语）.
2. 1 2 3  . ラノベニュースオンライン. Days. 2021-07-21  [2024-11-26]. （原始内容存档于2022-07-13） （日语）.
3. 1 2  . TASUKI. 2024-07-20  [2024-11-26]. （原始内容存档于2024-12-09） （日语）.
4. ↑  . ガガガ文庫. 小学館.   [2024-11-26]. （原始内容存档于2024-12-04） （日语）.
5. ↑  . ラノベニュースオンライン (Days). 2021-03-19  [2024-11-26]. （原始内容存档于2024-12-03） （日语）.
6. ↑  . 小学館.   [2024-11-26]. （原始内容存档于2022-07-12） （日语）.

## 外部連結
- 雨森焚火的X（前Twitter）
- 雨森焚火－成為小說家吧（日語）